# Arkadi Chaïkhet
Arkadi Samoïlovitch Chaïkhet (russe : Аркадий Самойлович Шайхет), né Avrom Shmulevitch le 9 septembre 1898 à Nikolaïev et mort le 18 novembre 1959 à Moscou, est un photographe et photojournaliste soviétique,.

## Biographie
Les premières photographies de Chaïkhet sont publiées en 1923. En 1924, Il rejoint l'équipe du magazine Ogoniok. 
En 1926, Chaïkhet fonde, avec Mikhaïl Koltsov, Soviet Photo. À partir de 1930, il collabore avec le mensuel L'URSS en construction. Ses images de l'ère industrielle des années 1920 et 1930 sont jugées représentatives de l'ère soviétique. Une de ses images prise en 1925 immortalise deux vieux paysans découvrant une ampoule électrique, la Lampe d'Ilytch, comme on l'appelle - le symbole d'une époque.
Au cours de la Seconde Guerre mondiale, il réalise plusieurs images de la bataille de Stalingrad et de la libération de Kiev, en Ukraine. Ses clichés sont publiés dans la Pravda, Krasnaïa Zvezda, Komsomolskaïa Pravda. Il participe également aux combats et recevra plusieurs décorations pour actes de bravoure. 
Le 18 novembre 1959, Arkady Chaïkhet meurt d'un infarctus du myocarde lors d'une séance photo pour le mensuel de vulgarisation scientifique Iouny tekhnik (Юный техник). Il est enterré au Cimetière arménien de Moscou.

## Décorations
- ordre du Drapeau rouge : 1944
- ordre de la Guerre patriotique de IIe classe : 1945
- médaille pour la Défense de Moscou
- médaille pour la prise de Berlin
- médaille pour la Défense de Stalingrad
- médaille pour la victoire sur l'Allemagne

## Galerie

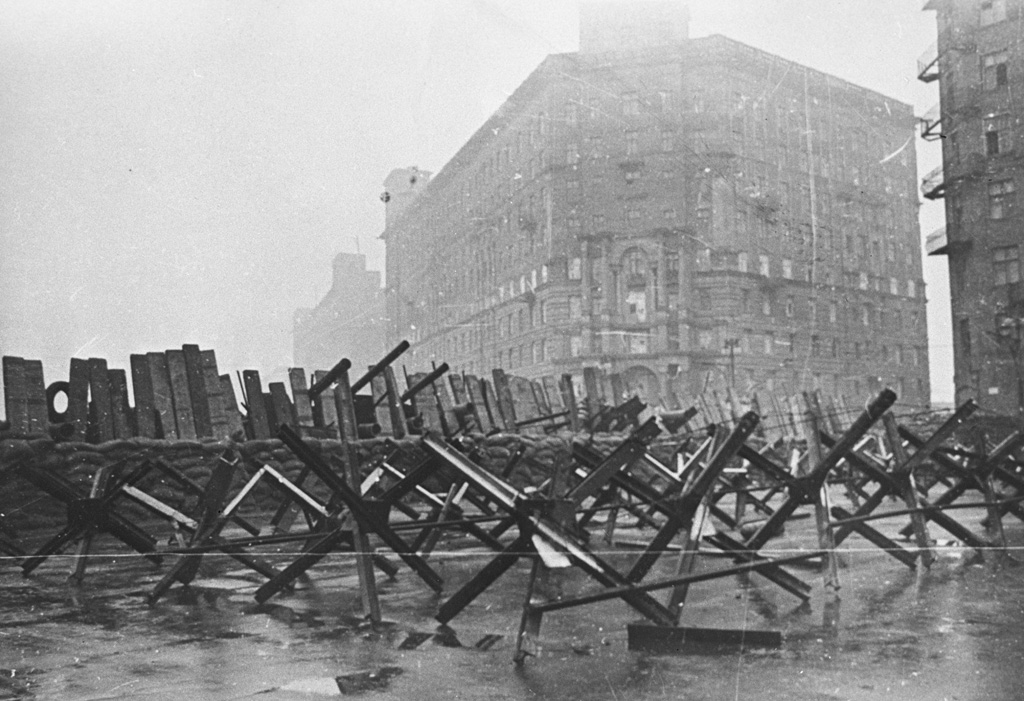
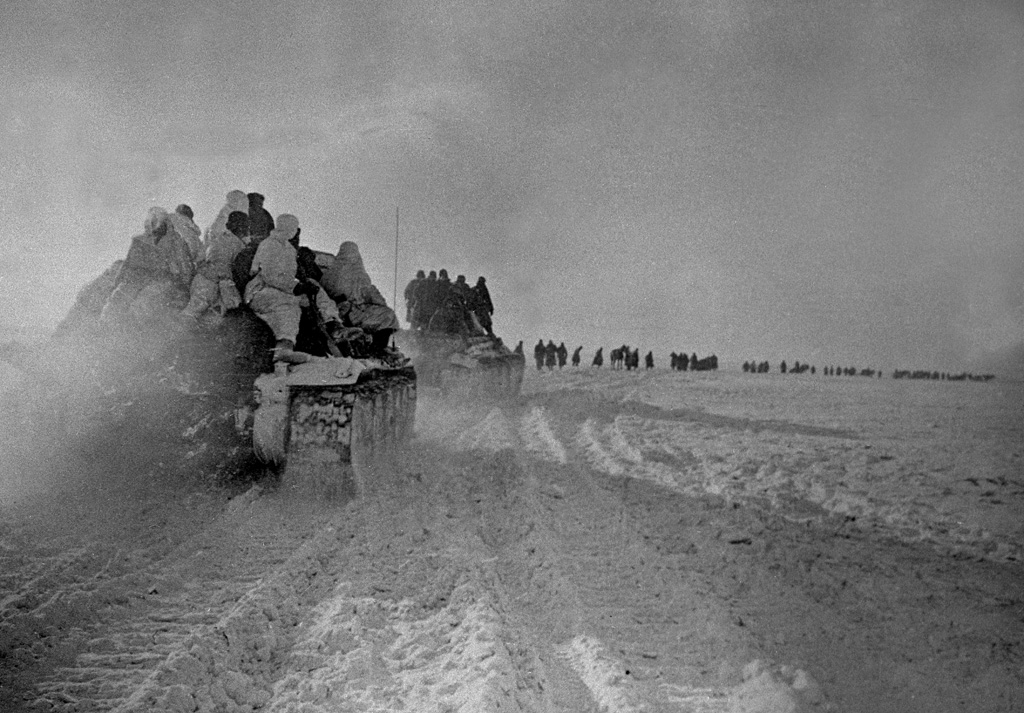
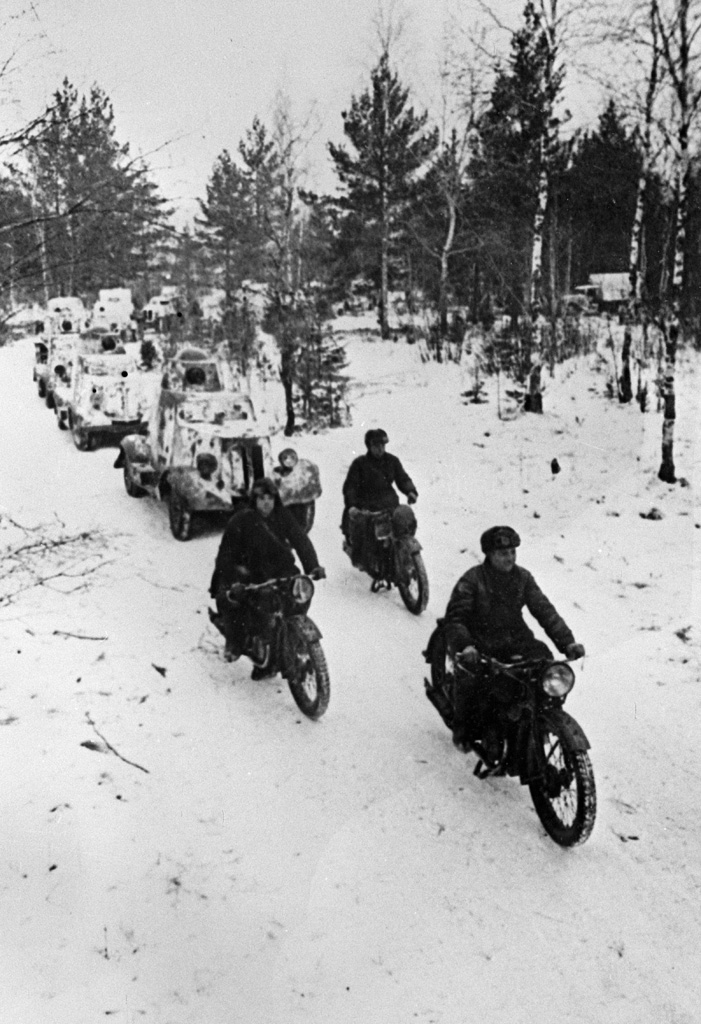